# Joachim Kunz
Joachim Kunz (Stollberg, 1959. április 25. –) német súlyemelő, az NDK színeiben versenyezve szerzett olimpiai bajnoki címet. A szülőhelyéhez közeli Lugauban nőtt fel. Sportpályafutását tornával kezdte, amit később az akkori Karl-Marx-Stadtba költözve is folytatott. Ott figyeltek fel a súlyemelésben mutatkozó tehetségére. Sikeresen szerepelt az 1978-as ifjúsági súlyemelő-világbajnokságon. Ugyanebben az évben sikeres vizsgát tett és géplakatos oklevelet szerzett. Egy évvel később a debreceni junior vb-n aranyérmet nyert. 1988-ig folyamatosan a súlyemelők világelitjébe tartozott. 1981-ben és 1983-ban is világbajnok lett. Pályafutását az 1988-as szöuli olimpiai győzelmével koronázta meg.
1988-ban a lipcsei testnevelési egyetemen kezdett tanulmányokba, ám ezt az NDK 1989 őszi összeomlása és a két Németország egy évvel későbbi egyesülése miatt megszakította. A politikai-gazdasági fordulat után sokáig helyét kereste. Napjainkban saját sikeres élelmiszeripari vállalkozását vezeti.

## Fordítás
- Ez a szócikk részben vagy egészben a Joachim Kunz című német Wikipédia-szócikk ezen változatának fordításán alapul.  Az eredeti cikk szerkesztőit annak laptörténete sorolja fel. Ez a jelzés csupán a megfogalmazás eredetét és a szerzői jogokat jelzi, nem szolgál a cikkben szereplő információk forrásmegjelöléseként.

1. ↑  Olympedia (angol nyelven), 2006